# جيسي روت غرانت (رجل أعمال)
جيسي روت غرانت (بالإنجليزية: Jesse Root Grant)‏ هو شخصية أعمال أمريكي، ولد في 23 يناير 1794 في غرينسبورج في الولايات المتحدة، وتوفي في 29 يونيو 1873 في كوفينغتون في الولايات المتحدة.